# Орден Святого Духа
Орден Святого Духа (фр. Ordre du Saint-Esprit) — вищий орден Французького королівства за часів Старого порядку. Започатковано 31 грудня 1578 року королем Генріхом III. Скасовано у 1830 році королем Луї-Філіпом I.

## Історія
У розпал релігійних війн XVI століття перед королем Франції постала потреба у новому сильному королівському ордені, оскільки єдиний королівський орден святого Михайла, що існував на той час, втратив свій авторитет в силу численних і часто нерозбірливих нагороджень, й уже не міг слугувати засобом згуртування французького дворянства навколо особи короля. Започаткуванням нового ордену король сподівався залучити на свій бік католицьку знать Франції, яка дедалі більше схилялась під прапори герцога де Гіза й Католицької ліги, яку той очолював.

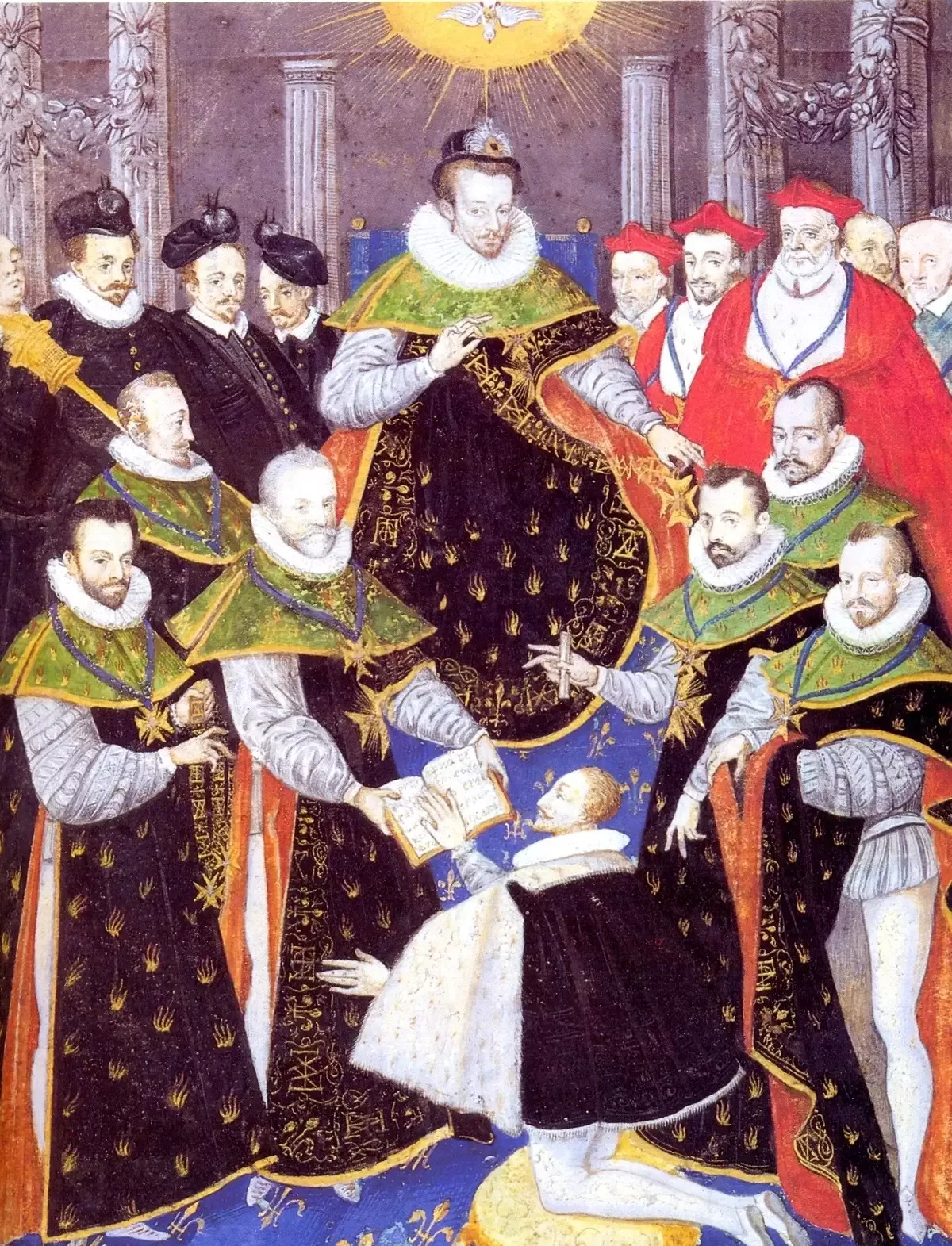
Перша церемонія нагородження орденом Святого Духа. Герцог Неверський складає присягу королю Генріху III. Навколо короля стоять командори й офіцери-командори ордену

Наступного дня після своєї коронації, 31 грудня 1578 року, король Генріх III оголосив про започаткування ордену Святого Духа й проголосив себе його сувереном та гросмейстером, прийнявши з рук архієпископа Реймського орденську мантію та ланцюг. Назву ордена було обрано у пам'ять про найважливіші події, що стались із Генріхом III у день Святої Трійці: 11 травня 1573 року його було обрано королем Польщі і 30 травня 1574 року він вступив на престол Франції. Орден проголошував своєю метою захист католицької віри й особи короля. Девізом ордену стало: «Duce et Auspice» (Провідництво і заступництво).
Тоді ж (31 грудня 1578 року, 1 та 2 січня 1579 року) король призначив перших членів ордену: 8 духовних осіб (командорів) і 27 кавалерів (лицарів). Першим кавалером ордену було названо герцога Неверського, першим командором — кардинала де Бурбона.
Резиденцією ордену було обрано монастир Великих Августинців у Парижі, де й відбувались щорічні церемонії прийняття в орден та зберігалась казна ордену. За Людовіка XIV церемонії почали проходити у каплиці Версальського палацу.
Король Генріх IV почав приймати в орден іноземних монархів та вельмож. Також він постановив, що сини короля і старший син дофіна ставали кавалерами за правом народження, а принци королівської крові — після досягнення повноліття.
Король Франції був сувереном і гросмейстером ордену. Число одночасних членів ордену було встановлено у 100 чоловік:
- 9 духовних осіб (8 кардиналів та прелатів, і Великий капелан Франції), які йменувались командорами;
- 4 кавалери, що складали адміністрацію ордена та йменувались офіцерами-командорами:
  - Канцлер — хранитель печатки,
  - Великий скарбничий,
  - Прево-церемоніймейстер,
  - Секретар;
- 87 кавалерів з дворян-католиків.

Іноземні кавалери не входили до цього числа. Так само до канцелярії ордену належали кілька офіціалів (інтендант, генеалогіст, скарбничий, історіограф, архіваріус, герольд, діловод, канцеляристи), які не були кавалерами ордена.
Усі члени ордену мали довести своє дворянство до прадіда включно (від цієї вимоги були звільнені тільки Великий капелан, Великий скарбничий і Секретар) й бути не молодшими за 35 років. Сини короля і старший син дофіна ставали кавалерами за правом народження, проте допускались в орден тільки у 12 років. Інші принци королівської крові приймались в орден у 16 років. Іноземні принци мали бути не молодшими за 25 років.
Всі кавалери ордену Святого Духа (окрім духовних осіб) мали бути кавалерами ордену Святого Михайла. Якщо ж вони такими не були раніше, то напередодні прийняття в орден Святого Духа вони приймались в орден Святого Михайла. Таким чином вони отримували почесний титул «кавалери королівських орденів» (фр. Chevaliers des Ordres du Roi).

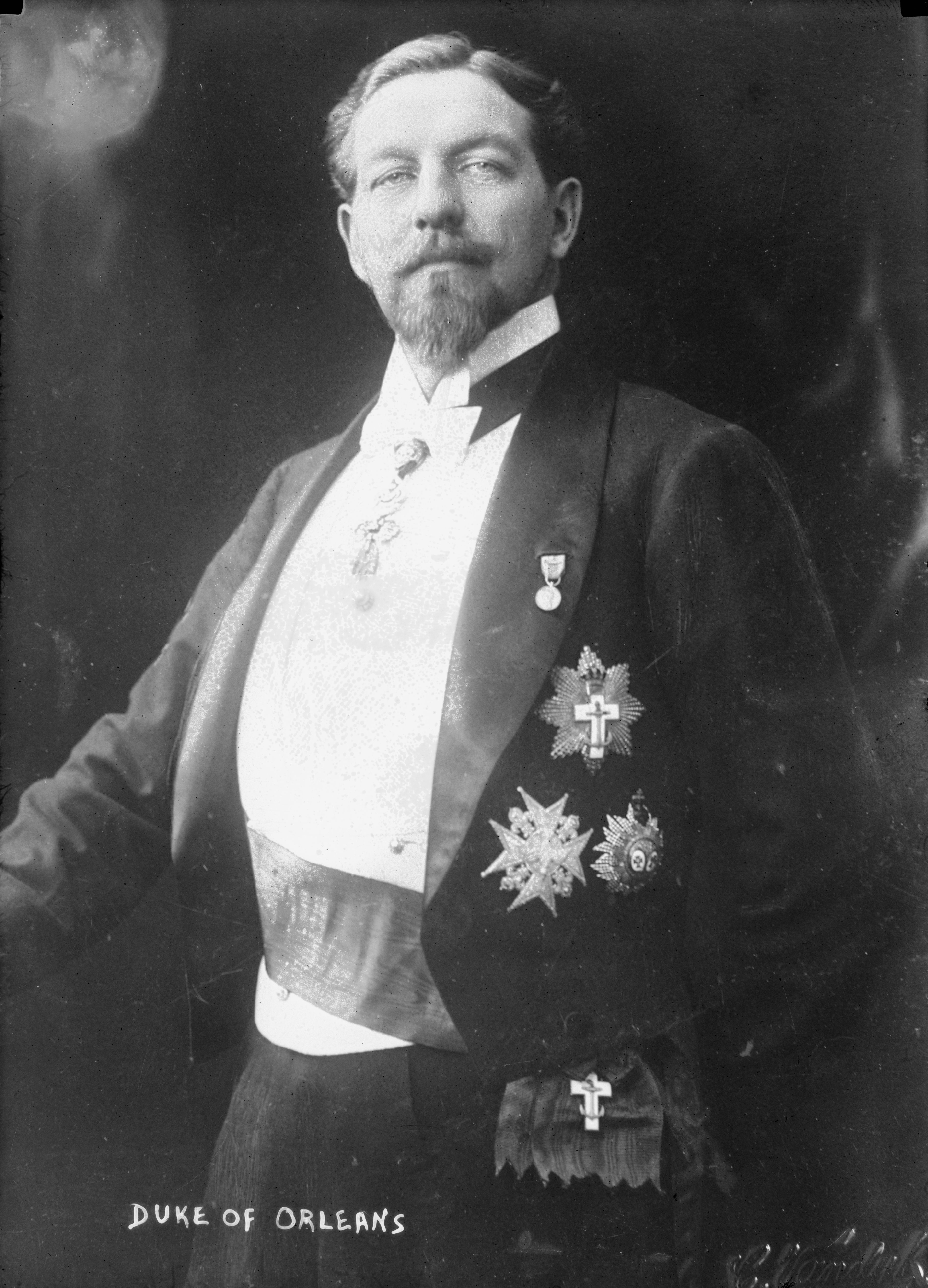
Philippe d'Orléans (1869-1926) («Філіп VIII»), претендент-орлеаніст на трон Франції із зіркою ордена Святого Духа

Французькі королі прагнули підтримувати авторитет ордену на високому рівні та старались додержуватись статутів ордену стосовно чисельності кавалерів та вимог до них. Так, маршал Фабер (фр. Fabert), якого король Людовік XIV хотів посвятити в кавалери ордену, не зміг стати ним, оскільки той не був дворянином у трьох поколіннях.
Після революції 1789 року призначення в орден були припинені, а 6 серпня 1791 року, рішенням Національних зборів, орден Святого Духа, разом з іншими королівськими орденами, був скасований. Однак король у вигнанні Людовік XVIII не визнав цього рішення і продовжував нагородження орденом, перебуваючи в еміграції.
Після Реставрації Бурбонів королівським указом від 28 вересня 1814 року орден Святого Духа було відроджено у повній силі. Першими нагородженими стали іноземні монархи (Олександр I, Франц I, Фрідріх Вільгельм III) та полководці (Веллінгтон, Шварценберг) — переможці Наполеона. Після визнання Людовіком XVIII прав та привілеїв імперського дворянства деякі колишні високопоставлені сановники Імперії були прийняті в орден Святого Духа.
Остання церемонія нагородження орденом відбулась на Трійцю 1830 року, в каплиці Святого Людовіка палацу Тюільрі, коли король Карл X прийняв до ордена архієпископів Бордоського й Паризького.
1 серпня 1830 року, після Липневої революції, король Луї-Філіп Орлеанський підтвердив права тільки ордену Почесного легіону як національного ордену, не згадавши інших королівських орденів. За час свого царювання Луї-Філіп не нагороджував орденом Святого Духа, який тим самим (de facto) припинив своє існування у Франції. Однак, претенденти на трон Франції, легітимісти та орлеаністи, продовжували вважати орден чинним і нагороджували ним від свого імені.

## Знаки ордену
Знак

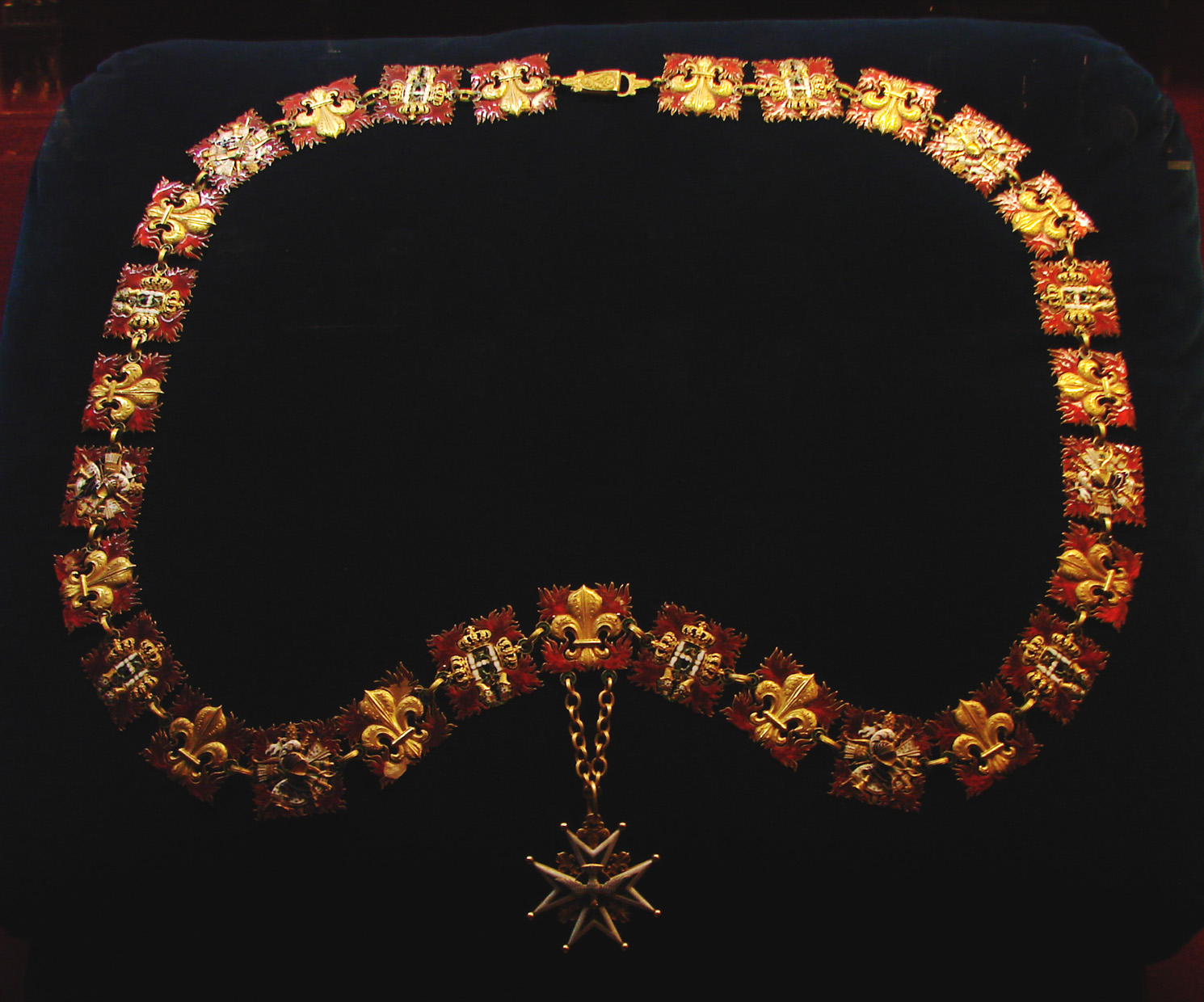
Ланцюг ордена Святого Духа

Знак ордену являє собою золотий мальтійський хрест з кульками на кінцях і золотими геральдичними ліліями у кутах (пізніше став відомим як гугенотський хрест). Хрест оточений широкою каймою білої емалі та має на плечах язики полум'я зеленої емалі, що виходять від центру хреста. Центральний медальйон з лицьового боку знаку золотий і також вкритий зеленою емаллю у вигляді язиків полум'я. Зверху хреста й медальйона накладено символ Святого Духа — золота голубка, що летить донизу, вкрита білою емаллю.
У кавалерів та офіцерів-командорів центральний медальйон зворотного боку знака містить знак ордену Святого Михайла: Архангел Михаїл, що вражає дракона.
У командорів (духовних осіб) зворотний бік знаку ідентичний до лицьового боку.
Зірка
Зірка ордену срібна, шита. Своїм виглядом повторює лицьовий бік знаку. Нашивалась на камзол на лівій стороні грудей. У XIX столітті зірки почали виготовляти з металу.
Командорам зірка не надавалась.
Ланцюг
Під час започаткування ордену для урочистих церемоній було встановлений ланцюг із 40 ланок з монограмами: латинськими M та L, і грецькими Φ (фі) та Δ (дельта).
Король Генріх IV встановив новий зразок ланцюгу: 32 ланки з почергових трофеїв і монограм короля Генріха (латинська H), поєднані золотими геральдичними ліліями.
Король Людовік XVI встановив третій і остаточний зразок орденського ланцюгу:
29 ланок квадратної форми у вигляді язиків полум'я червоної емалі, на які накладено зображення трьох видів:
- 15 ланок — золота геральдична лілія;
- 8 ланок — монограма короля Генріха IV (латинська літера H), вкрита білою емаллю, оточена трьома королівськими коронами та підпирається знизу двома рогами статку;
- 6 ланок — трофей (лицарський шолом та військова арматура), вкритий зеленою, блакитною та білою емалями.

Ланки поєднані невеликими кільцями. До ланцюга золотими ланцюжками кріпиться знак ордену.
Командорам ланцюг не надавався.
Стрічка
Стрічка ордену блакитна, муарова.
Первинно всі члени ордену (і кавалери, і командори) носили знак ордену на широкій стрічці на шиї. За короля Людовіка XIV було встановлено для кавалерів носіння знаку біля стегна, на широкій стрічці через праве плече. Командори все ще продовжували носити знак на шиї.
Чотки
Кожен кавалер отримував під час посвяти в орден чотки («dizain») і був зобов'язаний завжди мати їх при собі і щодня творити десять молитов, за числом зернят у чотках.
Чотки складаються з десяти зернят зі слонової кістки й одинадцятого зерна більшого розміру, до якого кріпиться орденський хрест також зі слонової кістки. Зернята нанизані на стрічку блакитного кольору.

## Орденські одежі

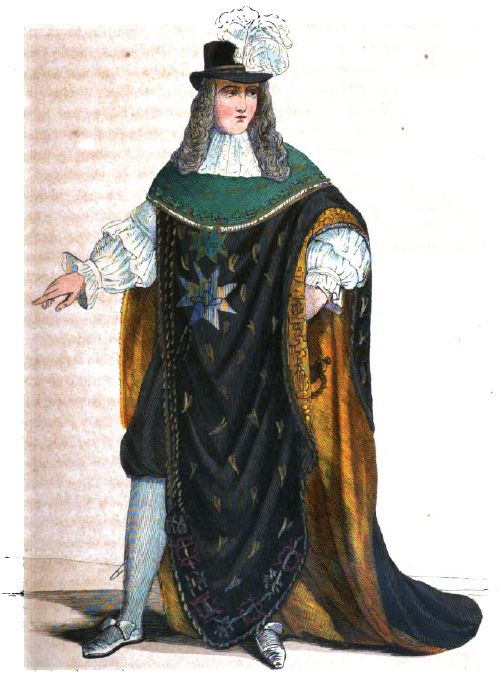
Кавалер ордену Святого Духа в орденських одежах

Для орденських церемоній кавалерам ордену належала довга мантія чорного оксамиту із золотою бахромою. Мантія розшита язиками полум'я та має усім краєм вишите зображення орденського ланцюга. На грудях нашивається срібна зірка ордена, більшого розміру (бл. 280 мм). Комір мантії зеленого шовку, розшитий сріблом. Підбій мантії та коміра з помаранчевого атласу.